# 索波特市鎮
索波特市，是保加利亞的城鎮，位於該國中部，由普羅夫迪夫州負責管轄，首府設於索波特，面積56平方公里，人口10,130，人口密度每平方公里180.89人。
42°39′N 24°45′E / 42.650°N 24.750°E